# 王清芬
王清芬（1973年3月27日—）是中国退役中长跑运动员，主攻1500米赛跑。她曾参加1998年亚洲运动会，并获得1500米项目银牌。
她的个人最好成绩是3分58秒97，1997年10月在上海取得。

## 国际竞赛
| 年   | 賽事       | 舉辦城市         | 名次  | 記錄   |
| ---- | ---------- | ---------------- | ----- | ------ |
| 1995 | 亚洲锦标赛 | 印度尼西亚雅加达 | 第3名 | 1500 m |
| 1998 | 亚洲运动会 | 泰国曼谷         | 第2名 | 1500 m |